# 院內站
院內站（日语：／ Innai eki */?）是位於秋田縣湯澤市上院內字小澤115番，東日本旅客鐵道（JR東日本）的奧羽本線車站，也是秋田縣內最南車站。在鄰站及位站之間為雙線鐵路區間（距離8.6公里），在該區間的列車班次只有10往返班次。此站也設有折返往秋田方向的列車，車站以北由秋田分社管轄。

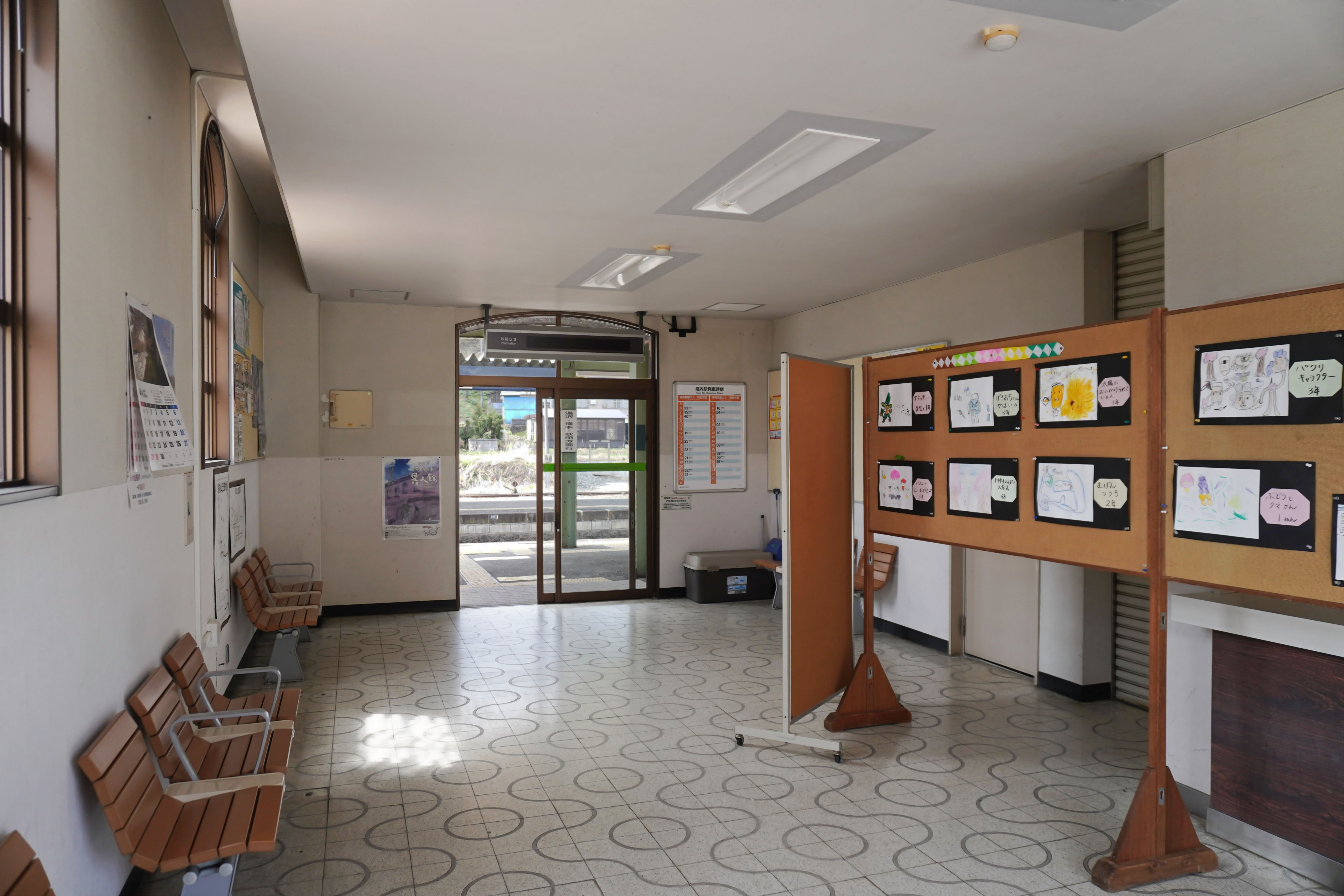
候車室（2024年4月）

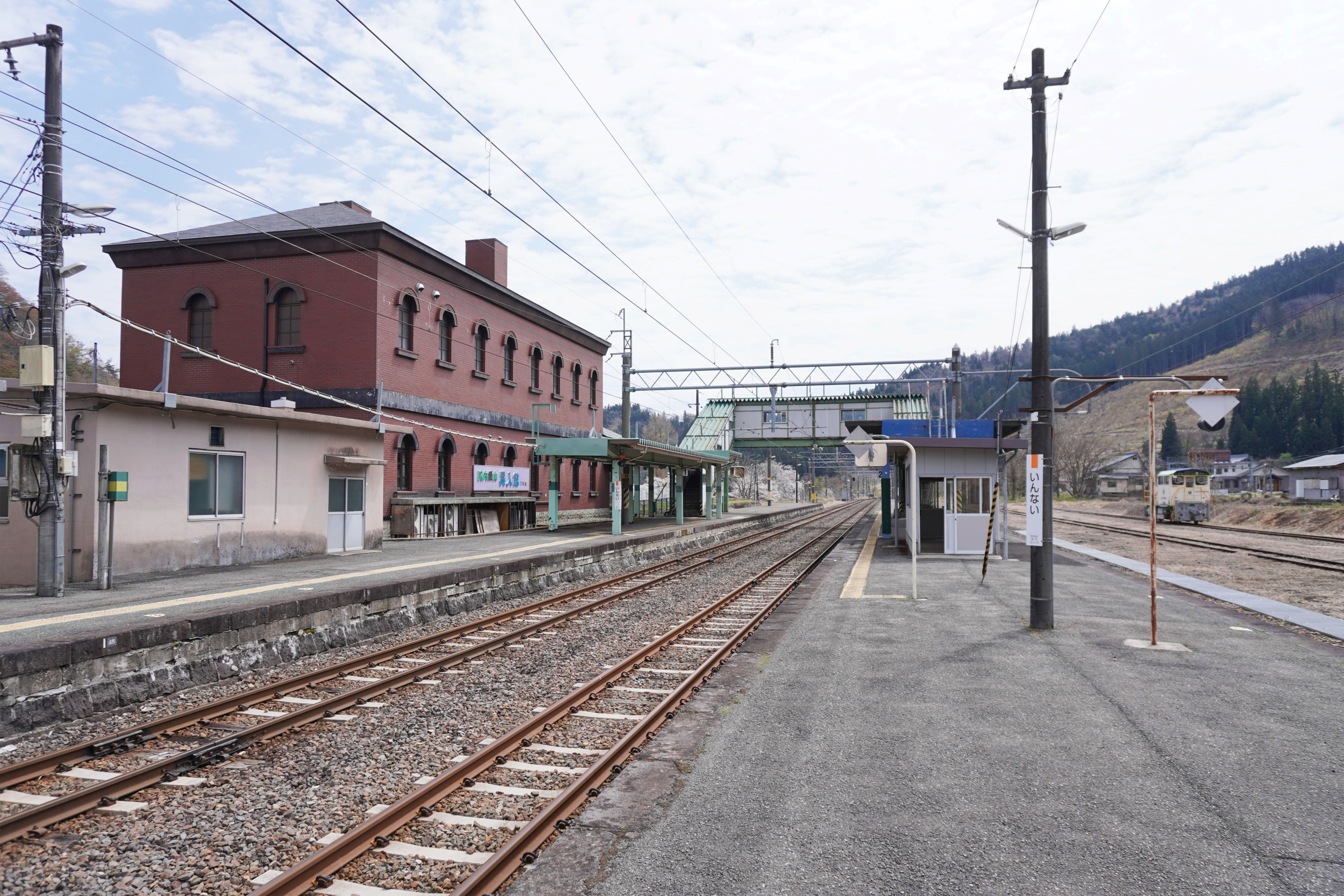
月台（2024年4月）

## 歷史
- 1904年（明治37年）10月21日：鐵道作業局（後來為國鐵）新庄站至此站之間開業，此站啟用。當時車站位於雄勝郡院內町（日语：院内町 (秋田県)）[1]。
- 1905年（明治38年）7月5日：此站至湯澤站之間開業。
- 1909年（明治42年）10月12日 - 制定路線名稱，此站成為奧羽本線車站。
- 1986年（昭和61年）11月1日：成為簡易委託車站。
- 1987年（昭和62年）4月1日：伴隨國鐵分割民營化，車站由東日本旅客鐵道（JR東日本）營運。
- 1988年（昭和63年）
  - 2月2日：由於發生火警，使木造的舊車站大樓燒毀[2]。
  - 9月：車站大樓開始重建[3]。
- 1989年（平成元年）
  - 3月11日：車站大樓部分開始使用[3]。
  - 4月8日：在大樓內的「院內銀山（日语：院内銀山）異人館」開幕[3]。
- 2002年（平成14年）：被選為東北車站百選。
- 2009年（平成21年）3月31日：成為無人車站。

## 車站構造
車站是一座地面車站，設有1面1線的單式月台和1面2線的島式月台，共有2面3線的月台。各月台之間設有跨線橋連接。車站大樓內設有鄉土資料館「院內銀山異人館」。大樓為一座鋼筋混凝土2層高的建築物。大樓建築採用了紅磚風格，為模仿在明治時代，院內銀山招聘一名德國工程師，該工程式所居住的住宅內。當時，車站大樓位於雄勝町內，建設費為1億3,400萬日圓，全數由該町負擔。
此站是由湯澤站管理的無人車站。

### 月台
| 月台 | 路線      | 上下行 | 方向           | 備註         |
| ---- | --------- | ------ | -------------- | ------------ |
| 1    | ■奧羽本線 | 下行   | 秋田方向       |              |
| 2    | ■奧羽本線 | 上行   | 新庄、山形方向 |              |
| 3    | ■奧羽本線 | 下行   | 秋田方向       | 只有部分列車 |
| 3    | ■奧羽本線 | 上行   | 新庄、山形方向 | 只有部分列車 |

參考
3號月台為上下行共用的待避線。
現時，此站的尾班列車到達此站後會以不載客列車身份回到橫手站，沒有列車在此站夜間停泊。

## 使用狀況
以下列出乘車人次變化：
| 年度               | 1日平均 乘車人次 | 參考資料       |
| ------------------ | ---------------- | -------------- |
| 2000年（平成12年） | 69               | [ 利用客数 1 ] |
| 2001年（平成13年） | 63               | [ 利用客数 2 ] |
| 2002年（平成14年） | 58               | [ 利用客数 3 ] |
| 2003年（平成15年） | 59               | [ 利用客数 4 ] |
| 2004年（平成16年） | 55               | [ 利用客数 5 ] |
| 2005年（平成17年） | 55               | [ 利用客数 6 ] |
| 2006年（平成18年） | 49               | [ 利用客数 7 ] |
| 2007年（平成19年） | 47               | [ 利用客数 8 ] |

## 車站周邊

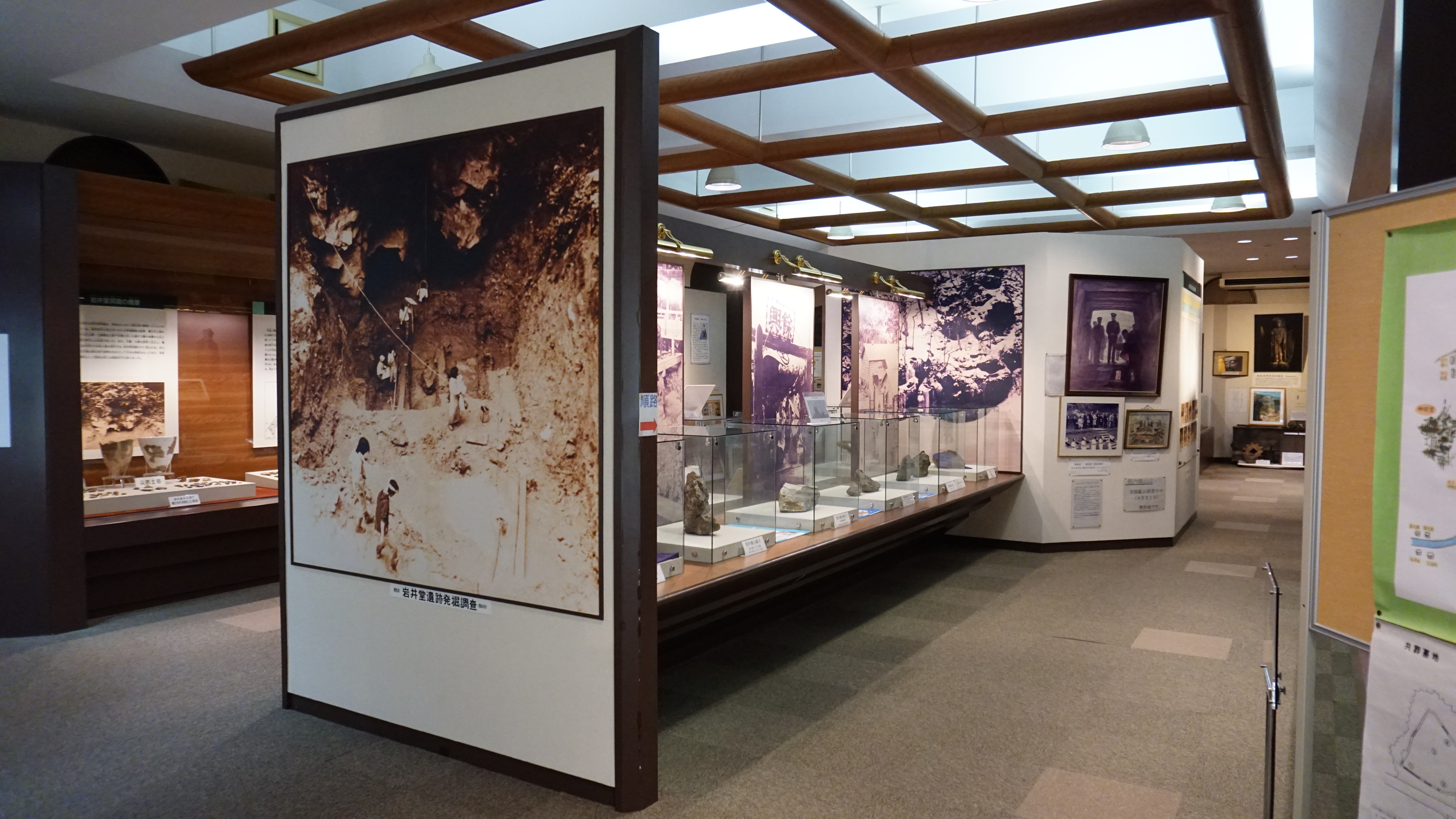
於車站內的院內銀山異人館

- 院內郵局
- 岩井堂洞窟（日语：岩井堂洞窟）（國家指定史蹟）
- 道之驛雄勝（日语：道の駅おがち）小町之鄉
- 即日返回溫泉Hot館
- 雄物川
- 秋田縣道278號雄勝湯澤線（日语：秋田県道278号雄勝湯沢線）

## 其他
- 由於此站為「秋田縣最南邊車站，車站大樓內設有鄉土博物館」，因此被選為東北車站百選之一。

## 相鄰車站
東日本旅客鐵道（JR東日本）
■奧羽本線
及位－院內－橫堀

## 注腳

### 使用狀況
1. ↑  . 東日本旅客鉄道.   [2019-02-18]. （原始内容存档于2018-02-13） （日语）.
2. ↑  . 東日本旅客鉄道.   [2019-02-18]. （原始内容存档于2019-04-02） （日语）.
3. ↑  . 東日本旅客鉄道.   [2019-02-18]. （原始内容存档于2019-04-02） （日语）.
4. ↑  . 東日本旅客鉄道.   [2019-02-18]. （原始内容存档于2019-04-02） （日语）.
5. ↑  . 東日本旅客鉄道.   [2019-02-18]. （原始内容存档于2019-04-02） （日语）.
6. ↑  . 東日本旅客鉄道.   [2019-02-18]. （原始内容存档于2017-08-08） （日语）.
7. ↑  . 東日本旅客鉄道.   [2019-02-18]. （原始内容存档于2019-03-27） （日语）.
8. ↑  . 東日本旅客鉄道.   [2019-02-18]. （原始内容存档于2017-08-08） （日语）.

## 外部連結
- 車站資訊（院內）：東日本旅客鐵道（日語）